# العلاقات الأرمينية الجيبوتية
العلاقات الأرمينية الجيبوتية هي العلاقات الثنائية التي تجمع بين أرمينيا وجيبوتي.

## مقارنة بين البلدين
هذه مقارنة عامة ومرجعية للدولتين:
| وجه المقارنة                                              | أرمينيا                    | جيبوتي                    |
| --------------------------------------------------------- | -------------------------- | ------------------------- |
| المساحة (كم2)                                             | 29.74 ألف                  | 23.20 ألف                 |
| عدد السكان (نسمة)                                         | 2.93 مليون                 | 956.99 ألف                |
| الكثافة السكانية (ن./كم²)                                 | 98.52                      | 41.25                     |
| العاصمة                                                   | يريفان                     | جيبوتي                    |
| اللغة الرسمية                                             | لغة أرمنية                 | لغة فرنسية، اللغة العربية |
| العملة                                                    | درام أرميني                | فرنك جيبوتي               |
| الناتج المحلي الإجمالي (بليون دولار)                      | 11.54 مليار                | 1.84 مليار                |
| الناتج المحلي الإجمالي (تعادل القوة الشرائية) بليون دولار | 25.41 مليار                | 3.10 مليار                |
| الناتج المحلي الإجمالي الاسمي للفرد دولار أمريكي          | 3.49 ألف                   | 1.95 ألف                  |
| الناتج المحلي الإجمالي للفرد دولار أمريكي                 | 8.07 ألف                   | 3.27 ألف                  |
| مؤشر التنمية البشرية                                      | 0.743                      | 0.470                     |
| رمز المكالمات الدولي                                      | +374                       | +253                      |
| رمز الإنترنت                                              | .am، .հայ ‏                 | .dj                       |
| المنطقة الزمنية                                           | ت ع م+04:00، توقيت أرمينيا | ت ع م+03:00               |

## منظمات دولية مشتركة
يشترك البلدان في عضوية مجموعة من المنظمات الدولية، منها:
| علم المنظمة | اسم المنظمة                        | تاريخ انضمام أرمينيا | تاريخ انضمام جيبوتي |
| ----------- | ---------------------------------- | -------------------- | ------------------- |
|             | مؤسسة التنمية الدولية              | 25 أغسطس 1993        | 1 أكتوبر 1980       |
|             | يونسكو                             | 9 يونيو 1992         | 31 أغسطس 1989       |
|             | وكالة ضمان الاستثمار متعدد الأطراف | 5 ديسمبر 1995        | 12 يناير 2007       |
|             | الأمم المتحدة                      | 2 مارس 1992          | 20 سبتمبر 1977      |
|             | الاتحاد البريدي العالمي            | ?                    | ?                   |
|             | البنك الدولي للإنشاء والتعمير      | 16 سبتمبر 1992       | 1 أكتوبر 1980       |
|             | الاتحاد الدولي للاتصالات           | 30 يونيو 1992        | 22 نوفمبر 1977      |
|             | منظمة حظر الأسلحة الكيميائية       | ?                    | ?                   |
|             | مؤسسة التمويل الدولية              | 18 أبريل 1995        | 1 أكتوبر 1980       |
|             | منظمة التجارة العالمية             | 5 فبراير 2003        | ?                   |
|             | منظمة الشرطة الجنائية الدولية      | ?                    | ?                   |

## وصلات خارجية
- موقع وزارة الخارجية الأرمينية